# Фрактография
Фрактография (англ. fractography от лат. fractis — излом) — методы исследования изломов материалов, наука о строении поверхностей разрушения. Фрактография широко используется для определения причин разрушения материалов и конструкций. В науках о материалах фрактография используется для изучения механизма распространения трещин, исследования микроструктуры и для контроля качества.
При расследовании разрушения конструкций определение типа трещины (усталость материала, водородное охрупчивание, коррозионное растрескивание, превышение допустимой нагрузки и пр.) позволяет определить причину разрушения.
Фрактографические исследования включают в себя изучение излома невооруженным глазом, с помощью оптического и электронного микроскопа. Часто используются и другие методы, как например измерение твёрдости или изучение распределения химических элементов с помощью рентгеноспектрального микроанализа